# Ștefan Cocear
Ștefan Cocear a fost un politician moldovean, ales în Sfatul Țării. 

## Sfatul Țării
Ștefan Cocear, de naționalitate moldovean, a fost ales în Sfatul Țării cu vot universal de învățătorii moldoveni din școlile primare din Basarabia.